# Elrond
Elrond (en élfico «Bóveda de estrellas») es un medio elfo, un personaje perteneciente a la saga El Señor de los Anillos a quien también le corresponde una pequeña parte en la historia de El Silmarillion. Llamado el Medio Elfo, Elrond era hijo de Eärendil y Elwing y bisnieto de Beren y Lúthien. El hermano gemelo de Elrond era Elros Tar-Minyatur, el primero de los Altos Reyes de Númenor. Al finalizar la Primera Edad del Sol, a los hijos de Eärendil se les permitió escoger a qué linaje pertenecer. Elros decidió compartir el destino de los hombres, y fue elegido rey de las Tres Casas de los Hombres y dirigió a su pueblo a Númenor. Elrond, en cambio, prefirió ser contado entre los Primeros Nacidos, los Elfos, y se quedó en la Tierra Media, como heraldo de Ereinion Gil-Galad, el último de los altos reyes de los Noldor. 
Se dice que Elrond era el más sabio entre los Eldar, excepto quizá Galadriel. Era un gran maestro de la ciencia y un poderoso guerrero, que en más de una ocasión se enfrentó a Sauron: primero, en la invasión de Eriador, frente a las puertas de Eregion; en Mordor, durante la Guerra de la Última Alianza; y por último luchó contra él cuando tenía la forma del Hechicero de Dol Guldur o El Nigromante. 
Elrond se casó con Celebrían, hija de Celeborn y Galadriel y de ellos nacieron Elladan, Elrohir, que eran hermanos gemelos y, posteriormente, Arwen, llamada Undómiel.

## Historia
Al finalizar la Primera Edad, la mayoría de los Noldor exiliados regresaron a Aman. Sin embargo, Gil-Galad, y muchos con él (Elrond y Galadriel entre otros), escogieron quedarse, pues la Tierra Media era hermosa y no querían despedirse de ella todavía.
Durante la Segunda Edad, Sauron volvió a manifestarse y fue primero entre los Elfos Noldorin de Eregion, disfrazado y bajo el nombre de Annatar, Señor de los dones, y a pesar de Elrond, Gil-Galad y Galadriel, que aconsejaban precaución, los Gwaith-i-Mírdain lo aceptaron. Celebrimbor creó los Tres Anillos de los Elfos, y con la ayuda de Sauron creó los siete anillos de los enanos y los nueve anillos de los hombres. Por su parte, Sauron creó el Anillo Único que los gobernaba a todos.
Cuando se puso el Anillo Único, se descubrió su disfraz y las tropas que estaban aguardando largamente en Mordor se desencadenaron con toda su furia en Eregion. Elrond llegó desde Lindon con un ejército, pero Celebrimbor ya estaba muerto y sólo pudo reunir a los supervivientes y huir al refugio de Imladris, que escondió contra las miradas del Enemigo, y donde sufrió un largo asedio.
Antes de partir a la Guerra de la Última Alianza, Gil-Galad confió Vilya a Elrond, el Anillo del Viento y el de mayor poder de los Tres Anillos de los Elfos, y lo nombró Vicerregente de Eriador. Sin embargo, Elrond no asumió el puesto de Alto Rey de los Noldor después de la muerte de Gil-Galad, y los Altos Elfos quedaron sin rey en la Tierra Media.
Al acabar la Guerra de la Última Alianza, Isildur arrancó el Anillo Único de la mano de Sauron, y fue aconsejado por Elrond y por Círdan, que le recomendaron destruir el Anillo. Isildur hizo caso omiso de sus consejos y se guardó el Anillo para sí. A partir de aquel momento, Elrond entendió que Sauron volvería a reaparecer tarde o temprano, y se retiró a Rivendel mientras el poder de los elfos en la Tierra Media iba menguando.
Elrond tiene una breve aparición en el relato de El hobbit, cuando Bilbo Bolsón y la compañía de Enanos liderada por Thorin pasan por Rivendel en su viaje al Este.
En los acontecimientos que desencadenaron la Guerra del Anillo, Elrond tuvo escasa participación. El poder de Elrond se puso de manifiesto en el capítulo Huyendo hacia el vado de La Comunidad del Anillo, al ordenar la crecida del río Bruinen (Sonorona) en la que cayeron los Espectros del Anillo.
En casa de Elrond, Erestor, jefe de los Elfos de Rivendel, convocó un Concilio, posteriormente conocido como el Concilio de Elrond, en el que representantes de los Pueblos Libres deliberaron hasta decidir qué hacer con el Anillo Único.
Elrond permaneció en Rivendel hasta la destrucción del Anillo Único. El 29 de septiembre de 3021 TE abandonó la Tierra Media con los portadores de los Tres Anillos y los portadores del Único, para vivir en el reino de Valinor y reencontrarse allí con su esposa.

## Árbol genealógico de Elrond
| Melian la Maia | Melian la Maia | Melian la Maia | Melian la Maia | Melian la Maia   | Melian la Maia   |                  |                  | Thingol de los Teleri | Thingol de los Teleri | Thingol de los Teleri | Thingol de los Teleri | Thingol de los Teleri | Thingol de los Teleri |         |         | Casa de Bëor | Casa de Bëor | Casa de Bëor | Casa de Bëor | Casa de Bëor | Casa de Bëor |                                         |                                         |                                         |                                         |                                         |                                         | Casa de Haleth            | Casa de Haleth            | Casa de Haleth            | Casa de Haleth            | Casa de Haleth  | Casa de Haleth  |                           |                           | Casa de Hador             | Casa de Hador             | Casa de Hador             | Casa de Hador             | Casa de Hador        | Casa de Hador        |                      |                      | Finwë de los Noldor | Finwë de los Noldor | Finwë de los Noldor | Finwë de los Noldor | Finwë de los Noldor | Finwë de los Noldor |                   |                   | Indis de los Vanyar | Indis de los Vanyar | Indis de los Vanyar | Indis de los Vanyar | Indis de los Vanyar | Indis de los Vanyar |           |           | Olwë de los Teleri | Olwë de los Teleri | Olwë de los Teleri | Olwë de los Teleri | Olwë de los Teleri | Olwë de los Teleri |  |  |  |  |  |  |  |  |  |  |
| Melian la Maia | Melian la Maia | Melian la Maia | Melian la Maia | Melian la Maia   | Melian la Maia   |                  |                  | Thingol de los Teleri | Thingol de los Teleri | Thingol de los Teleri | Thingol de los Teleri | Thingol de los Teleri | Thingol de los Teleri |         |         | Casa de Bëor | Casa de Bëor | Casa de Bëor | Casa de Bëor | Casa de Bëor | Casa de Bëor |                                         |                                         |                                         |                                         |                                         |                                         | Casa de Haleth            | Casa de Haleth            | Casa de Haleth            | Casa de Haleth            | Casa de Haleth  | Casa de Haleth  |                           |                           | Casa de Hador             | Casa de Hador             | Casa de Hador             | Casa de Hador             | Casa de Hador        | Casa de Hador        |                      |                      | Finwë de los Noldor | Finwë de los Noldor | Finwë de los Noldor | Finwë de los Noldor | Finwë de los Noldor | Finwë de los Noldor |                   |                   | Indis de los Vanyar | Indis de los Vanyar | Indis de los Vanyar | Indis de los Vanyar | Indis de los Vanyar | Indis de los Vanyar |           |           | Olwë de los Teleri | Olwë de los Teleri | Olwë de los Teleri | Olwë de los Teleri | Olwë de los Teleri | Olwë de los Teleri |  |  |  |  |  |  |  |  |  |  |
|                |                |                |                |                  |                  |                  |                  |                       |                       |                       |                       |                       |                       |         |         |              |              |              |              |              |              |                                         |                                         |                                         |                                         |                                         |                                         |                           |                           |                           |                           |                 |                 |                           |                           |                           |                           |                           |                           |                      |                      |                      |                      |                     |                     |                     |                     |                     |                     |                   |                   |                     |                     |                     |                     |                     |                     |           |           |                    |                    |                    |                    |                    |                    |  |  |  |  |  |  |  |  |  |  |
|                |                |                |                |                  |                  |                  |                  |                       |                       |                       |                       |                       |                       |         |         |              |              |              |              |              |              |                                         |                                         |                                         |                                         |                                         |                                         |                           |                           |                           |                           |                 |                 |                           |                           |                           |                           |                           |                           |                      |                      |                      |                      |                     |                     |                     |                     |                     |                     |                   |                   |                     |                     |                     |                     |                     |                     |           |           |                    |                    |                    |                    |                    |                    |  |  |  |  |  |  |  |  |  |  |
|                |                |                |                |                  |                  |                  |                  |                       |                       |                       |                       | Barahir               | Barahir               | Barahir | Barahir | Barahir      | Barahir      |              |              | Belegund     | Belegund     | Belegund                                | Belegund                                | Belegund                                | Belegund                                |                                         |                                         | Hareth                    | Hareth                    | Hareth                    | Hareth                    | Hareth          | Hareth          |                           |                           | Galdor                    | Galdor                    | Galdor                    | Galdor                    | Galdor               | Galdor               |                      |                      | Fingolfin           | Fingolfin           | Fingolfin           | Fingolfin           | Fingolfin           | Fingolfin           |                   |                   | Finarfin            | Finarfin            | Finarfin            | Finarfin            | Finarfin            | Finarfin            |           |           | Eärwen             | Eärwen             | Eärwen             | Eärwen             | Eärwen             | Eärwen             |  |  |  |  |  |  |  |  |  |  |
|                |                |                |                |                  |                  |                  |                  |                       |                       |                       |                       | Barahir               | Barahir               | Barahir | Barahir | Barahir      | Barahir      |              |              | Belegund     | Belegund     | Belegund                                | Belegund                                | Belegund                                | Belegund                                |                                         |                                         | Hareth                    | Hareth                    | Hareth                    | Hareth                    | Hareth          | Hareth          |                           |                           | Galdor                    | Galdor                    | Galdor                    | Galdor                    | Galdor               | Galdor               |                      |                      | Fingolfin           | Fingolfin           | Fingolfin           | Fingolfin           | Fingolfin           | Fingolfin           |                   |                   | Finarfin            | Finarfin            | Finarfin            | Finarfin            | Finarfin            | Finarfin            |           |           | Eärwen             | Eärwen             | Eärwen             | Eärwen             | Eärwen             | Eärwen             |  |  |  |  |  |  |  |  |  |  |
|                |                |                |                |                  |                  |                  |                  |                       |                       |                       |                       |                       |                       |         |         |              |              |              |              |              |              |                                         |                                         |                                         |                                         |                                         |                                         |                           |                           |                           |                           |                 |                 |                           |                           |                           |                           |                           |                           |                      |                      |                      |                      |                     |                     |                     |                     |                     |                     |                   |                   |                     |                     |                     |                     |                     |                     |           |           |                    |                    |                    |                    |                    |                    |  |  |  |  |  |  |  |  |  |  |
|                |                |                |                | Lúthien Tinúviel | Lúthien Tinúviel | Lúthien Tinúviel | Lúthien Tinúviel | Lúthien Tinúviel      | Lúthien Tinúviel      |                       |                       | Beren                 | Beren                 | Beren   | Beren   | Beren        | Beren        |              |              | Rían         | Rían         | Rían                                    | Rían                                    | Rían                                    | Rían                                    |                                         |                                         |                           |                           |                           |                           | Huor            | Huor            | Huor                      | Huor                      | Huor                      | Huor                      |                           |                           |                      |                      |                      |                      | Turgon              | Turgon              | Turgon              | Turgon              | Turgon              | Turgon              |                   |                   | Elenwë              | Elenwë              | Elenwë              | Elenwë              | Elenwë              | Elenwë              |           |           |                    |                    |                    |                    |                    |                    |  |  |  |  |  |  |  |  |  |  |
|                |                |                |                | Lúthien Tinúviel | Lúthien Tinúviel | Lúthien Tinúviel | Lúthien Tinúviel | Lúthien Tinúviel      | Lúthien Tinúviel      |                       |                       | Beren                 | Beren                 | Beren   | Beren   | Beren        | Beren        |              |              | Rían         | Rían         | Rían                                    | Rían                                    | Rían                                    | Rían                                    |                                         |                                         |                           |                           |                           |                           | Huor            | Huor            | Huor                      | Huor                      | Huor                      | Huor                      |                           |                           |                      |                      |                      |                      | Turgon              | Turgon              | Turgon              | Turgon              | Turgon              | Turgon              |                   |                   | Elenwë              | Elenwë              | Elenwë              | Elenwë              | Elenwë              | Elenwë              |           |           |                    |                    |                    |                    |                    |                    |  |  |  |  |  |  |  |  |  |  |
|                |                |                |                |                  |                  |                  |                  |                       |                       |                       |                       |                       |                       |         |         |              |              |              |              |              |              |                                         |                                         |                                         |                                         |                                         |                                         |                           |                           |                           |                           |                 |                 |                           |                           |                           |                           |                           |                           |                      |                      |                      |                      |                     |                     |                     |                     |                     |                     |                   |                   |                     |                     |                     |                     |                     |                     |           |           |                    |                    |                    |                    |                    |                    |  |  |  |  |  |  |  |  |  |  |
|                |                |                |                |                  |                  |                  |                  | Dior Elúchil          | Dior Elúchil          | Dior Elúchil          | Dior Elúchil          | Dior Elúchil          | Dior Elúchil          |         |         | Nimloth      | Nimloth      | Nimloth      | Nimloth      | Nimloth      | Nimloth      |                                         |                                         |                                         |                                         | Tuor                                    | Tuor                                    | Tuor                      | Tuor                      | Tuor                      | Tuor                      |                 |                 |                           |                           |                           |                           |                           |                           |                      |                      |                      |                      |                     |                     |                     |                     | Idril Celebrindal   | Idril Celebrindal   | Idril Celebrindal | Idril Celebrindal | Idril Celebrindal   | Idril Celebrindal   |                     |                     |                     |                     |           |           |                    |                    |                    |                    |                    |                    |  |  |  |  |  |  |  |  |  |  |
|                |                |                |                |                  |                  |                  |                  | Dior Elúchil          | Dior Elúchil          | Dior Elúchil          | Dior Elúchil          | Dior Elúchil          | Dior Elúchil          |         |         | Nimloth      | Nimloth      | Nimloth      | Nimloth      | Nimloth      | Nimloth      |                                         |                                         |                                         |                                         | Tuor                                    | Tuor                                    | Tuor                      | Tuor                      | Tuor                      | Tuor                      |                 |                 |                           |                           |                           |                           |                           |                           |                      |                      |                      |                      |                     |                     |                     |                     | Idril Celebrindal   | Idril Celebrindal   | Idril Celebrindal | Idril Celebrindal | Idril Celebrindal   | Idril Celebrindal   |                     |                     |                     |                     |           |           |                    |                    |                    |                    |                    |                    |  |  |  |  |  |  |  |  |  |  |
|                |                |                |                |                  |                  |                  |                  |                       |                       |                       |                       |                       |                       |         |         |              |              |              |              |              |              |                                         |                                         |                                         |                                         |                                         |                                         |                           |                           |                           |                           |                 |                 |                           |                           |                           |                           |                           |                           |                      |                      |                      |                      |                     |                     |                     |                     |                     |                     |                   |                   |                     |                     |                     |                     |                     |                     |           |           |                    |                    |                    |                    |                    |                    |  |  |  |  |  |  |  |  |  |  |
|                |                |                |                |                  |                  |                  |                  |                       |                       |                       |                       |                       |                       |         |         |              |              |              |              |              |              |                                         |                                         |                                         |                                         |                                         |                                         |                           |                           |                           |                           |                 |                 |                           |                           |                           |                           |                           |                           |                      |                      |                      |                      |                     |                     |                     |                     |                     |                     |                   |                   |                     |                     |                     |                     |                     |                     |           |           |                    |                    |                    |                    |                    |                    |  |  |  |  |  |  |  |  |  |  |
|                |                |                |                | Eluréd           | Eluréd           | Eluréd           | Eluréd           | Eluréd                | Eluréd                |                       |                       | Elurín                | Elurín                | Elurín  | Elurín  | Elurín       | Elurín       |              |              | Elwing       | Elwing       | Elwing                                  | Elwing                                  | Elwing                                  | Elwing                                  |                                         |                                         |                           |                           |                           |                           |                 |                 |                           |                           |                           |                           | Eärendil el Marinero      | Eärendil el Marinero      | Eärendil el Marinero | Eärendil el Marinero | Eärendil el Marinero | Eärendil el Marinero |                     |                     |                     |                     | Celeborn            | Celeborn            | Celeborn          | Celeborn          | Celeborn            | Celeborn            |                     |                     | Galadriel           | Galadriel           | Galadriel | Galadriel | Galadriel          | Galadriel          |                    |                    |                    |                    |  |  |  |  |  |  |  |  |  |  |
|                |                |                |                | Eluréd           | Eluréd           | Eluréd           | Eluréd           | Eluréd                | Eluréd                |                       |                       | Elurín                | Elurín                | Elurín  | Elurín  | Elurín       | Elurín       |              |              | Elwing       | Elwing       | Elwing                                  | Elwing                                  | Elwing                                  | Elwing                                  |                                         |                                         |                           |                           |                           |                           |                 |                 |                           |                           |                           |                           | Eärendil el Marinero      | Eärendil el Marinero      | Eärendil el Marinero | Eärendil el Marinero | Eärendil el Marinero | Eärendil el Marinero |                     |                     |                     |                     | Celeborn            | Celeborn            | Celeborn          | Celeborn          | Celeborn            | Celeborn            |                     |                     | Galadriel           | Galadriel           | Galadriel | Galadriel | Galadriel          | Galadriel          |                    |                    |                    |                    |  |  |  |  |  |  |  |  |  |  |
|                |                |                |                |                  |                  |                  |                  |                       |                       |                       |                       |                       |                       |         |         |              |              |              |              |              |              |                                         |                                         |                                         |                                         |                                         |                                         |                           |                           |                           |                           |                 |                 |                           |                           |                           |                           |                           |                           |                      |                      |                      |                      |                     |                     |                     |                     |                     |                     |                   |                   |                     |                     |                     |                     |                     |                     |           |           |                    |                    |                    |                    |                    |                    |  |  |  |  |  |  |  |  |  |  |
|                |                |                |                |                  |                  |                  |                  |                       |                       |                       |                       |                       |                       |         |         |              |              |              |              |              |              |                                         |                                         |                                         |                                         |                                         |                                         |                           |                           |                           |                           |                 |                 |                           |                           |                           |                           |                           |                           |                      |                      |                      |                      |                     |                     |                     |                     |                     |                     |                   |                   |                     |                     |                     |                     |                     |                     |           |           |                    |                    |                    |                    |                    |                    |  |  |  |  |  |  |  |  |  |  |
|                |                |                |                |                  |                  |                  |                  |                       |                       |                       |                       |                       |                       |         |         |              |              |              |              |              |              |                                         |                                         |                                         |                                         | Elros Tar-Minyatur                      | Elros Tar-Minyatur                      | Elros Tar-Minyatur        | Elros Tar-Minyatur        | Elros Tar-Minyatur        | Elros Tar-Minyatur        |                 |                 | Elrond                    | Elrond                    | Elrond                    | Elrond                    | Elrond                    | Elrond                    |                      |                      |                      |                      |                     |                     |                     |                     |                     |                     |                   |                   | Celebrían           | Celebrían           | Celebrían           | Celebrían           | Celebrían           | Celebrían           |           |           |                    |                    |                    |                    |                    |                    |  |  |  |  |  |  |  |  |  |  |
|                |                |                |                |                  |                  |                  |                  |                       |                       |                       |                       |                       |                       |         |         |              |              |              |              |              |              |                                         |                                         |                                         |                                         | Elros Tar-Minyatur                      | Elros Tar-Minyatur                      | Elros Tar-Minyatur        | Elros Tar-Minyatur        | Elros Tar-Minyatur        | Elros Tar-Minyatur        |                 |                 | Elrond                    | Elrond                    | Elrond                    | Elrond                    | Elrond                    | Elrond                    |                      |                      |                      |                      |                     |                     |                     |                     |                     |                     |                   |                   | Celebrían           | Celebrían           | Celebrían           | Celebrían           | Celebrían           | Celebrían           |           |           |                    |                    |                    |                    |                    |                    |  |  |  |  |  |  |  |  |  |  |
|                |                |                |                |                  |                  |                  |                  |                       |                       |                       |                       |                       |                       |         |         |              |              |              |              |              |              |                                         |                                         |                                         |                                         |                                         |                                         |                           |                           |                           |                           |                 |                 |                           |                           |                           |                           |                           |                           |                      |                      |                      |                      |                     |                     |                     |                     |                     |                     |                   |                   |                     |                     |                     |                     |                     |                     |           |           |                    |                    |                    |                    |                    |                    |  |  |  |  |  |  |  |  |  |  |
|                |                |                |                |                  |                  |                  |                  |                       |                       |                       |                       |                       |                       |         |         |              |              |              |              |              |              |                                         |                                         |                                         |                                         | Reyes de Númenor Señores de Andúnië     |                                         |                           |                           |                           |                           |                 |                 |                           |                           |                           |                           |                           |                           |                      |                      |                      |                      |                     |                     |                     |                     |                     |                     |                   |                   |                     |                     |                     |                     |                     |                     |           |           |                    |                    |                    |                    |                    |                    |  |  |  |  |  |  |  |  |  |  |
|                |                |                |                |                  |                  |                  |                  |                       |                       |                       |                       |                       |                       |         |         |              |              |              |              |              |              |                                         |                                         |                                         |                                         |                                         |                                         |                           |                           |                           |                           |                 |                 |                           |                           |                           |                           |                           |                           |                      |                      |                      |                      |                     |                     |                     |                     |                     |                     |                   |                   |                     |                     |                     |                     |                     |                     |           |           |                    |                    |                    |                    |                    |                    |  |  |  |  |  |  |  |  |  |  |
|                |                |                |                |                  |                  |                  |                  |                       |                       |                       |                       |                       |                       |         |         |              |              |              |              |              |              |                                         |                                         |                                         |                                         | Elendil                                 |                                         |                           |                           |                           |                           |                 |                 |                           |                           |                           |                           |                           |                           |                      |                      |                      |                      |                     |                     |                     |                     |                     |                     |                   |                   |                     |                     |                     |                     |                     |                     |           |           |                    |                    |                    |                    |                    |                    |  |  |  |  |  |  |  |  |  |  |
|                |                |                |                |                  |                  |                  |                  |                       |                       |                       |                       |                       |                       |         |         |              |              |              |              |              |              |                                         |                                         |                                         |                                         |                                         |                                         |                           |                           |                           |                           |                 |                 |                           |                           |                           |                           |                           |                           |                      |                      |                      |                      |                     |                     |                     |                     |                     |                     |                   |                   |                     |                     |                     |                     |                     |                     |           |           |                    |                    |                    |                    |                    |                    |  |  |  |  |  |  |  |  |  |  |
|                |                |                |                |                  |                  |                  |                  |                       |                       |                       |                       |                       |                       |         |         |              |              |              |              |              |              |                                         |                                         |                                         |                                         |                                         |                                         |                           |                           |                           |                           |                 |                 |                           |                           |                           |                           |                           |                           |                      |                      |                      |                      |                     |                     |                     |                     |                     |                     |                   |                   |                     |                     |                     |                     |                     |                     |           |           |                    |                    |                    |                    |                    |                    |  |  |  |  |  |  |  |  |  |  |
|                |                |                |                |                  |                  |                  |                  |                       |                       |                       |                       |                       |                       |         |         |              |              |              |              |              |              | Isildur                                 | Isildur                                 | Isildur                                 | Isildur                                 | Isildur                                 | Isildur                                 |                           |                           | Anárion                   | Anárion                   | Anárion         | Anárion         | Anárion                   | Anárion                   |                           |                           |                           |                           |                      |                      |                      |                      |                     |                     |                     |                     |                     |                     |                   |                   |                     |                     |                     |                     |                     |                     |           |           |                    |                    |                    |                    |                    |                    |  |  |  |  |  |  |  |  |  |  |
|                |                |                |                |                  |                  |                  |                  |                       |                       |                       |                       |                       |                       |         |         |              |              |              |              |              |              | Isildur                                 | Isildur                                 | Isildur                                 | Isildur                                 | Isildur                                 | Isildur                                 |                           |                           | Anárion                   | Anárion                   | Anárion         | Anárion         | Anárion                   | Anárion                   |                           |                           |                           |                           |                      |                      |                      |                      |                     |                     |                     |                     |                     |                     |                   |                   |                     |                     |                     |                     |                     |                     |           |           |                    |                    |                    |                    |                    |                    |  |  |  |  |  |  |  |  |  |  |
|                |                |                |                |                  |                  |                  |                  |                       |                       |                       |                       |                       |                       |         |         |              |              |              |              |              |              | Altos Reyes de Arnor Reyes de Arthedain | Altos Reyes de Arnor Reyes de Arthedain | Altos Reyes de Arnor Reyes de Arthedain | Altos Reyes de Arnor Reyes de Arthedain | Altos Reyes de Arnor Reyes de Arthedain | Altos Reyes de Arnor Reyes de Arthedain |                           |                           | Reyes de Gondor           | Reyes de Gondor           | Reyes de Gondor | Reyes de Gondor | Reyes de Gondor           | Reyes de Gondor           |                           |                           |                           |                           |                      |                      |                      |                      |                     |                     |                     |                     |                     |                     |                   |                   |                     |                     |                     |                     |                     |                     |           |           |                    |                    |                    |                    |                    |                    |  |  |  |  |  |  |  |  |  |  |
|                |                |                |                |                  |                  |                  |                  |                       |                       |                       |                       |                       |                       |         |         |              |              |              |              |              |              | Altos Reyes de Arnor Reyes de Arthedain | Altos Reyes de Arnor Reyes de Arthedain | Altos Reyes de Arnor Reyes de Arthedain | Altos Reyes de Arnor Reyes de Arthedain | Altos Reyes de Arnor Reyes de Arthedain | Altos Reyes de Arnor Reyes de Arthedain |                           |                           | Reyes de Gondor           | Reyes de Gondor           | Reyes de Gondor | Reyes de Gondor | Reyes de Gondor           | Reyes de Gondor           |                           |                           |                           |                           |                      |                      |                      |                      |                     |                     |                     |                     |                     |                     |                   |                   |                     |                     |                     |                     |                     |                     |           |           |                    |                    |                    |                    |                    |                    |  |  |  |  |  |  |  |  |  |  |
|                |                |                |                |                  |                  |                  |                  |                       |                       |                       |                       |                       |                       |         |         |              |              |              |              |              |              |                                         |                                         |                                         |                                         |                                         |                                         |                           |                           |                           |                           |                 |                 |                           |                           |                           |                           |                           |                           |                      |                      |                      |                      |                     |                     |                     |                     |                     |                     |                   |                   |                     |                     |                     |                     |                     |                     |           |           |                    |                    |                    |                    |                    |                    |  |  |  |  |  |  |  |  |  |  |
|                |                |                |                |                  |                  |                  |                  |                       |                       |                       |                       |                       |                       |         |         |              |              |              |              |              |              |                                         |                                         |                                         |                                         | Montaraces del Norte                    |                                         |                           |                           |                           |                           |                 |                 |                           |                           |                           |                           |                           |                           |                      |                      |                      |                      |                     |                     |                     |                     |                     |                     |                   |                   |                     |                     |                     |                     |                     |                     |           |           |                    |                    |                    |                    |                    |                    |  |  |  |  |  |  |  |  |  |  |
|                |                |                |                |                  |                  |                  |                  |                       |                       |                       |                       |                       |                       |         |         |              |              |              |              |              |              |                                         |                                         |                                         |                                         |                                         |                                         |                           |                           |                           |                           |                 |                 |                           |                           |                           |                           |                           |                           |                      |                      |                      |                      |                     |                     |                     |                     |                     |                     |                   |                   |                     |                     |                     |                     |                     |                     |           |           |                    |                    |                    |                    |                    |                    |  |  |  |  |  |  |  |  |  |  |
|                |                |                |                |                  |                  |                  |                  |                       |                       |                       |                       |                       |                       |         |         |              |              |              |              |              |              |                                         |                                         |                                         |                                         |                                         |                                         |                           |                           |                           |                           |                 |                 |                           |                           |                           |                           |                           |                           |                      |                      |                      |                      |                     |                     |                     |                     |                     |                     |                   |                   |                     |                     |                     |                     |                     |                     |           |           |                    |                    |                    |                    |                    |                    |  |  |  |  |  |  |  |  |  |  |
|                |                |                |                |                  |                  |                  |                  |                       |                       |                       |                       |                       |                       |         |         |              |              |              |              |              |              |                                         |                                         |                                         |                                         | Aragorn Elessar Telcontar               | Aragorn Elessar Telcontar               | Aragorn Elessar Telcontar | Aragorn Elessar Telcontar | Aragorn Elessar Telcontar | Aragorn Elessar Telcontar |                 |                 | Arwen Undómiel            | Arwen Undómiel            | Arwen Undómiel            | Arwen Undómiel            | Arwen Undómiel            | Arwen Undómiel            |                      |                      | Elladan              | Elladan              | Elladan             | Elladan             | Elladan             | Elladan             |                     |                     | Elrohir           | Elrohir           | Elrohir             | Elrohir             | Elrohir             | Elrohir             |                     |                     |           |           |                    |                    |                    |                    |                    |                    |  |  |  |  |  |  |  |  |  |  |
|                |                |                |                |                  |                  |                  |                  |                       |                       |                       |                       |                       |                       |         |         |              |              |              |              |              |              |                                         |                                         |                                         |                                         | Aragorn Elessar Telcontar               | Aragorn Elessar Telcontar               | Aragorn Elessar Telcontar | Aragorn Elessar Telcontar | Aragorn Elessar Telcontar | Aragorn Elessar Telcontar |                 |                 | Arwen Undómiel            | Arwen Undómiel            | Arwen Undómiel            | Arwen Undómiel            | Arwen Undómiel            | Arwen Undómiel            |                      |                      | Elladan              | Elladan              | Elladan             | Elladan             | Elladan             | Elladan             |                     |                     | Elrohir           | Elrohir           | Elrohir             | Elrohir             | Elrohir             | Elrohir             |                     |                     |           |           |                    |                    |                    |                    |                    |                    |  |  |  |  |  |  |  |  |  |  |
|                |                |                |                |                  |                  |                  |                  |                       |                       |                       |                       |                       |                       |         |         |              |              |              |              |              |              |                                         |                                         |                                         |                                         |                                         |                                         |                           |                           |                           |                           |                 |                 |                           |                           |                           |                           |                           |                           |                      |                      |                      |                      |                     |                     |                     |                     |                     |                     |                   |                   |                     |                     |                     |                     |                     |                     |           |           |                    |                    |                    |                    |                    |                    |  |  |  |  |  |  |  |  |  |  |
|                |                |                |                |                  |                  |                  |                  |                       |                       |                       |                       |                       |                       |         |         |              |              |              |              |              |              |                                         |                                         |                                         |                                         |                                         |                                         |                           |                           |                           |                           |                 |                 |                           |                           |                           |                           |                           |                           |                      |                      |                      |                      |                     |                     |                     |                     |                     |                     |                   |                   |                     |                     |                     |                     |                     |                     |           |           |                    |                    |                    |                    |                    |                    |  |  |  |  |  |  |  |  |  |  |
|                |                |                |                |                  |                  |                  |                  |                       |                       |                       |                       |                       |                       |         |         |              |              |              |              |              |              |                                         |                                         |                                         |                                         | Eldarion                                | Eldarion                                | Eldarion                  | Eldarion                  | Eldarion                  | Eldarion                  |                 |                 | Varias hijas desconocidas | Varias hijas desconocidas | Varias hijas desconocidas | Varias hijas desconocidas | Varias hijas desconocidas | Varias hijas desconocidas |                      |                      |                      |                      |                     |                     |                     |                     |                     |                     |                   |                   |                     |                     |                     |                     |                     |                     |           |           |                    |                    |                    |                    |                    |                    |  |  |  |  |  |  |  |  |  |  |

| Leyenda: Maiar Elfos Hombres Medio-elfos con el destino de los Eldar Medio-elfos con el destino de los Edain Nota: Lúthien Tinúviel murió con el destino de los Edain. Tuor quedó unido al destino de los Eldar. Aragorn también asciende de Anárion, ya que Arvedui, último rey de Arthedain, se casó con Fíriel, única hija sobreviviente del rey Ondoher de Gondor. |

## En otros medios
En la trilogía de El Señor de los Anillos de Peter Jackson, el actor encargado de interpretarlo fue el australiano Hugo Weaving, también reconocible como el Agente Smith en la trilogía de películas Matrix.
El personaje también aparece, interpretado por el mismo actor, en El hobbit: un viaje inesperado. Después aparece en El hobbit: la batalla de los cinco ejércitos, donde se enfrenta junto con Galadriel y Saruman, al Nigromante y logran expulsarlo de Dol Guldur.
En la serie de televisión de Amazon Prime, The Lord of the Rings: The Rings of Power, estrenada en 2022, el actor Robert Aramayo da vida a Elrond.